# Peru op de Olympische Zomerspelen 1960
Peru nam deel aan de Olympische Zomerspelen 1960 in Rome, Italië. Voor de tweede keer op rij wist het geen medaille te winnen.

## Deelnemers en resultaten

### Roeien
| Olympiër                      | Discipline      | Resultaat | Prestatie                                            |
| ----------------------------- | --------------- | --------- | ---------------------------------------------------- |
| Estuardo Masías Víctor Puente | twee-zonder (m) | 16e       | serie 3: 5de in 7.55,28 herkansingen: 3de in 7.45,15 |

### Schietsport
| Olympiër                  | Discipline                       | Resultaat    | Prestatie                                                                                                 |
| ------------------------- | -------------------------------- | ------------ | --- |
| Carlos Cedron             | 50m geweer 3 houdingen (m)       | 55e          | kwalificatie groep 1: 28ste met 528 punten (189-177-162)                                                  |
| Carlos Lastarria          | 50m geweer 3 houdingen (m)       | 59e          | kwalificatie groep 2: 30ste met 524 punten (187-170-167)                                                  |
| Carlos Cedron             | 50m geweer liggend (m)           | 57e          | kwalificatie groep 2: 30ste met 378 punten (92-97-94-95)                                                  |
| Carlos Lastarria          | 50m geweer liggend (m)           | 29e          | kwalificatie groep 1: 5de met 390 punten (96-98-96-100) finale: 29ste met 578 punten (94-97-97-98-96-96)  |
| Luis Albornoz             | 300m vrij geweer 3 houdingen (m) | 33e          | kwalificatie groep 2: 16de met 513 punten (187-168-158) finale: 33ste met 1037 punten (360-350-327)       |
| Rubén Váldez              | 300m vrij geweer 3 houdingen (m) | 35e          | kwalificatie groep 1: 18de met 505 punten (185-170-150) finale: 35ste met 1028 punten (372-344-312)       |
| Pedro Puente              | 50m pistool (m)                  | 33e          | kwalificatie groep 1: 19de met 343 punten (83-87-87-86) finale: 37ste met 522 punten (88-85-90-87-85-87)  |
| Antonio Vita              | 50m pistool (m)                  | 35e          | kwalificatie groep 2: 24ste met 337 punten (80-84-86-87) finale: 20ste met 535 punten (89-83-93-93-86-91) |
| Guillermo Cornejo         | 25m snelvuurpistool (m)          | 36e          | 564 punten: (290-274)                                                                                     |
| Pedro García Miro Elguera | 25m snelvuurpistool (m)          | 41e          | 557 punten: (279-278)                                                                                     |
| Eduard de Atzel           | trap (m)                         | 36e          | kwalificatie: 24ste met 88 punten finale: 36ste met 155 punten                                            |
| Enrique Dibós             | trap (m)                         | kwalificatie | |

### Voetbal
| Olympiër | Discipline | Resultaat | Prestatie                                                               |
| --- | ---------- | --------- | ----------------------------------------------------------------------- |
| Alberto Ramírez Alejandro Guzmán Ángel Uribe Carlos Salinas Daniel Eral Eloy Campos Alberto Gallardo Gerardo Altuna Héctor de Guevara Herminio Campos Hugo Carmona Humberto Arguedas Jaime Ruiz Javier Cáceres Juan Biselach Nicolás Nieri Teodoro Luña Tomás Iwasaki Víctor Boulanger | mannen     | 9e        | groep D: 3de V van Frankrijk: 1-2 V van Hongarije: 2-6 W van India: 3-1 |

| Groep D |           |             |             |             |             |            |            |            |        |
| #       | Land      | Wedstrijden | Wedstrijden | Wedstrijden | Wedstrijden | Doelpunten | Doelpunten | Doelpunten | Punten |
| #       | Land      | G           | W           | G           | V           | V          | T          | Saldo      | Punten |
| 1       | Hongarije | 3           | 3           | 0           | 0           | 15         | 3          | +12        | 6      |
| 2       | Frankrijk | 3           | 1           | 1           | 1           | 3          | 9          | -6         | 3      |
| 3       | Peru      | 3           | 1           | 0           | 2           | 6          | 9          | -3         | 2      |
| 4       | India     | 3           | 0           | 1           | 2           | 3          | 6          | −3         | 1      |

| Ronde       | Datum    | Plaats    | Land | Score | Land |
| ----------- | -------- | --------- | ---- | ----- | ---- |
| Groepsfase  |          |           |      |       |      |
| 26 augustus | Florence | Frankrijk | 2-1  | Peru  |      |
| 29 augustus | Napels   | Hongarije | 6-2  | Peru  |      |
| 1 september | Pescara  | Peru      | 3-1  | India |      |

Afghanistan · Argentinië · Australië · Bahama's · België · Bermuda · Birma · Brazilië · Brits-Guiana · Bulgarije · Canada · Ceylon · Chili · Colombia · Cuba · Denemarken · Duits eenheidsteam · Ethiopië · Fiji · Filipijnen · Finland · Frankrijk · Ghana · Griekenland · Groot-Brittannië · Haïti · Hongarije · Hongkong · Ierland · IJsland · India · Indonesië · Irak · Iran · Israël · Italië · Japan · Joegoslavië · Kenia · Libanon · Liberia · Liechtenstein · Luxemburg · Malakka · Malta · Marokko · Mexico · Monaco · Nederland · Nederlandse Antillen · Nieuw-Zeeland · Nigeria · Noorwegen · Oeganda · Oostenrijk · Pakistan · Panama · Peru · Polen · Portugal · Puerto Rico · Roemenië · San Marino · Singapore · Soedan · Sovjet-Unie · Spanje · Suriname · Taiwan · Thailand · Tsjecho-Slowakije · Tunesië · Turkije · Uruguay · Venezuela · Verenigde Arabische Republiek · Verenigde Staten · Vietnam · West-Indische Federatie · Zuid-Afrika · Zuid-Korea · Zuid-Rhodesië · Zweden · Zwitserland